# Pöcking
Pöcking là một đô thị trong huyện Starnberg bang Bayern thuộc nước Đức.